# Antonio Basagoiti García-Tuñón
Antonio Basagoiti García-Tuñón (Madrid 22 de marzo de 1942) es un empresario y banquero español. 

## Biografía
Bisnieto de Antonio Basagoiti Arteta, fundador de Iberdrola y del Banco Hispano Americano, cuenta con una dilatada trayectoria profesional en el mundo de la empresa.
Es licenciado en Derecho por la Universidad Complutense de Madrid, "Honorary Degree" en Administración y Dirección de Empresas por la Fundación Universitaria ESERP y abogado en ejercicio del Ilustre Colegio de Abogados de Madrid. En el año 2010, fue nombrado presidente de Banesto tras la marcha de Ana Botín, hasta entonces presidenta de la entidad. Asimismo, ha ocupado el puesto de presidente de Unión Fenosa y ha pertenecido al Consejo de administración de numerosas empresas
Padre de Antonio Basagoiti Pastor, expresidente del Partido Popular del País Vasco.